# HAL AMCA
HAL AMCA (Advanced Medium Combat Aircraft) – projekt indyjskiego wielozadaniowego samolotu myśliwskiego piątej generacji o cechach obniżonej wykrywalności.

## Historia
Indie w ramach strategii rozwoju kluczowych dziedzin gospodarki, realizują politykę opierania się o potencjał krajowego przemysłu. Nie inaczej jest w przypadku sfery obronności, gdzie indyjskie instytucje naukowo-badawcze i produkcyjne zaangażowane są w rozwój i dostarczanie uzbrojenia i wyposażenia wojskowego na potrzeby Indyjskich Sił Zbrojnych. Z drugiej strony, kompensując niedostatki własnego krajowego przemysłu, Indie uczestniczą w programach zbrojeniowych, będących międzynarodowymi projektami. Przykładem tego typu, dwutorowej strategii, jest program pozyskania wielozadaniowego myśliwca 5. generacji.
Pierwotnie Indie miały uczestniczyć w programie rozwoju i budowy rosyjskiego samolotu Su-57, licząc na zdobycie doświadczenia i transfer technologii. Doświadczenia zdobyte podczas prac nad samolotem Suchoja, miały zostać wykorzystane w budowie ulepszonej wersji Su-57, wstępnie oznaczonej jako HAL FGFA (Fifth Generation Fighter Aircraft). Plany współpracy ostatecznie nie przyniosły oczekiwanych rezultatów po zakończeniu współpracy z Rosją i wycofaniu się Indii z programu w 2018 roku, tym samym skupiając wysiłki na własnym, indyjskim projekcie.
Projekt opracowania wielozadaniowego samolotu myśliwskiego 5. generacji (AMCA - Advanced Medium Combat Aircraft) siłami rodzimych instytucji zapoczątkowano w 2008 roku. W 2010 roku Indyjskie Siły Powietrzne nakreśliły wymagania stawiane przed nową konstrukcją. Prace prowadzone są przez wchodzącą w skład DRDO (Defence Research and Development Organisation) agencję ADA (Aeronautical Development Agency) we współpracy z Hindustan Aeronautics Limited. W 2013 roku, w trakcie lotniczych pokazów i wystawy Aero India, zaprezentowano model AMCA w skali 1:8. Przyjętą konfigurację płatowca zamrożono w 2015 roku. W 2017 roku formalnie rozpoczęto prace projektowe, które ukończono w 2022 roku. Pod koniec 2023 roku dokonano przeglądu całego projektu, zakończonego pozytywnym rezultatem. 7 marca 2024 roku Rządowa Komisja ds. Bezpieczeństwa zatwierdziła prowadzenie dalszych prac, zapewniając finansowanie prac projektowych, rozwojowych oraz programu badań w locie mających na celu certyfikacje samolotu.
Plany zakładają budowę pięciu maszyn prototypowych. Oblot maszyny planowany jest wstępnie na 2028 rok. Pierwsze seryjne samoloty miałyby zacząć trafiać do jednostek liniowych w 2035 roku. Uzyskanie gotowości operacyjnej planowane jest na 2040 rok. Indyjskie wojska lotnicze zainteresowane są pozyskaniem od 126 do ponad 200 maszyn. Umożliwiłoby to wyposażenie siedmiu dywizjonów.

## Konstrukcja
AMCA ma być górnopłatem z trapezowym skrzydłem, wykonanym w technologii obniżającej skuteczną powierzchnię odbicia radiolokacyjnego, z szerokim wykorzystaniem materiałów kompozytowych. Zastosowane zostanie podwójne usterzenie pionowe. Do napędu maszyny wykorzystane zostaną dwa amerykańskie silniki turboodrzutowe dwuprzepływowe General Electric F414 o ciągu 97,9 kN. Indie pracują nad opracowaniem własnej jednostki napędowej, o ciągu 111,2 kN, wyposażonej w system sterowania wektorem ciągu. Za projekt odpowiedzialny jest indyjski DRDO Gas Turbine Research Establishment, który poszukuje do współpracy zagranicznego partnera. W Indiach ma zostać zaprojektowany i wybudowany radar z anteną z aktywnym skanowaniem fazowym (AESA), również awionika i systemy elektroniczne w znacznej mierze mają pochodzić od krajowych producentów. 

## Uzbrojenie
Uzbrojenie samolotu ma być przenoszone zarówno na zewnętrznych węzłach uzbrojenia jak i w wewnętrznych komorach. Maksymalna masa przenoszonego uzbrojenia na czternastu, zewnętrznych węzłach uzbrojenia ma wynosić 6500 kg. W wewnętrznych komorach maszyna będzie w stanie przenieść 1500 kg uzbrojenia. Uzbrojenie strzelecki będzie stanowiło 23 mm działko.